# 锡盖特莫诺什托尔
锡盖特莫诺什托尔（匈牙利語：Szigetmonostor）是匈牙利佩斯州所辖的一个村。总面积23.51平方公里，总人口2245，人口密度95.5人/平方公里（2011年1月1日）。